# 共和黨革命
共和黨革命（英語：Republican Revolution）是美國政治術語，指共和黨在1994年中期選舉中，在时任众议院少数党党鞭紐特·金瑞契的領導下，成功重奪美國國會眾議院及參議院的多數席次，終結民主黨對國會長達40年的控制權，民主黨在參議院失去8席，眾議院失去54席。共和黨自1952年以來首次全面控制國會，也奪得過半的州長席次，並首度成功控制超過一半的州議會席位。之後的12年由共和黨控制國會兩院。這代表著共和黨內的保守主義勢力的復興，保守派從此成為共和黨的主流勢力。

## 背景
自1933年富兰克林·德拉诺·罗斯福上台並推行新政（New Deal）以來，民主黨一直長期控制國會，共和黨僅於1947－1949年及1953－1955年兩個會期控制國會兩院，以及雷根時期（1981－1987年）控制參議院，其餘大部分時間都是由民主黨控制國會。在民主黨控制國會期間，除了推動民權法案和平權法案外，亦大量增加公共財政，特別是1960年代執政期間推動的大社會計劃（Great Society）和向貧窮宣戰（War on Poverty）等措施，大大增加聯邦政府的權力，同時政府預算及開支也大幅上升。

## 影響
1995年1月，共和黨控制國會後，迫使當時民主黨籍的美國總統比爾·克林頓在決策上更加傾向中間派的路線尋求與共和黨合作。但在共和黨強勢控制國會之下，多個重要法案皆無法通過，而健保法案等一些民主黨控制國會時通過的法案也被廢除或凍結。1996年1月，由於債務上限问题使民主黨與共和黨談判破裂，共和黨威脅會抵制所有協商，而克林頓拒絕向共和黨妥協，最終導致美國政府停擺，聯邦政府一度關門長達十七天。
共和黨革命的影响之一是令過去不少溫和派及左派的共和黨人以及保守派的民主黨人在1994年中期選舉被共和黨保守派候選人拉下馬，使共和黨的保守主義勢力抬頭，並長期左右國家的政策。而在州級方面，多名民主黨的州長被下馬，多個州級的議會也被共和黨控制。
其次，在此之前不少民主黨人比較保守，保守派民主黨人容易和共和黨合作，亦曾是黨內制衡左派民主黨人的重要力量，1994年中期選舉使民主黨內的保守派力量在黨內被大幅削弱，尤其是原南方民主黨人的保守派勢力，這也導致了兩黨的關係開始出現裂痕以至完全決裂。这种破裂导致民主党的政策更加左倾，而共和党则更加保守，对美国的政治版图做出了巨大的影响，尤其是极大强化了城市和乡村、年轻人与老年人、白人与少数族裔之间的政治分野，在此后美国的选举中，无论是地方还是联邦选举，往往呈现共和党控制农村和白人郊区，而民主党控制城市和少数族裔聚居区的局面，在2016年大选及之后的几次总统选举中，这个现象更加明显。